# Divisão de recenseamento
Divisão de recenseamento ou Divisão Censo é um termo oficial no Canadá e nos Estados Unidos.  As divisões de censo do Canadá são segundo-nível, já as Unidade geográfica Censo, abaixo províncias e territórios, e acima "subdivisões censo" e "áreas de disseminação". Nas províncias onde eles existem, a divisão de recenseamento pode corresponder a um Condado, um município regional ou um distrito regional. Nos Estados Unidos, The Census Bureau divide o país em quatro regiões censo e nove divisões censo. O bureau também divide Condados (ou subdivisões equivalentes) em qualquer divisão condado censo ou menor divisão civil, dependendo do estado.